# Heterocladium tenellum
Heterocladium tenellum là một loài rêu trong họ Thuidiaceae. Loài này được Deguchi & H. Suzuki mô tả khoa học đầu tiên năm 1974.